# Танненбаум, Аллан
Аллан Танненба́ум (англ. Allan Tannenbaum) — американский фотожурналист и фотограф-документалист.

## Биография
Алан Танненбаум родился в 1945 году в Пассейике, штат Нью-Джерси, США. В 1967 году он закончил Ратгерский университет, получив степень бакалавра искусств. Будучи аспирантом Государственного колледжа Сан-Франциско снимал фильмы, работал независимым фотографом в Сан-Франциско. В начале семидесятых занимался преподаванием фотодела и кинорежиссуры, одновременно пытался предложить свои услуги различным новостным журналам. Затем Танненбаум переезжает в Нью-Йорк, где работает социальным работником, таксистом и барменом.
В 1973 году открывается журнал, посвященный жизни богемного района Нью-Йорка Сохо — SoHo Weekly News с которым Аллан сотрудничает как фоторедактор, а затем как главный фотограф, вплоть до его закрытия в 1983 году. В этот период Аллан ведёт хронику ночной жизни Нью Йорка и, в частности, вечеринок в клубах Studio 54, CBGB, 82 Club, Mudd Club. Танненбаум является автором фотографий множества знаменитостей, среди которых были Энди Уорхол, Йоко Оно и Джон Леннон, Мик Джагер, Джеки Кеннеди и многие другие. Это отражено в серии фотографий: «New York in the 70’s».
Одним из важнейших событий того периода для Алана стала съемка Джона Леннона и Йоко Оно в 1980 году, выраженная в серии «John & Yoko: A New York Love Story».
В 1983 году, после прекращения существования SoHo Weekly News, Таненбаум работает с агентством Sygma Photo News в качестве штатного фотографа.
С тех пор он занимается репортажной съёмкой по всему миру. В его послужном списке есть фотографии, освещающие народные волнения в Южной Африке (1985), извержение вулкана Невадо-дель-Руиса в Колумбии (1985), Жёлтая революция на Филиппинах в 1986 году, военный переворот в Бирме (1988), Интифаду в Палестине (1988), демонстрации в Южной Корее, осаду Кабула, объединение Германии (1990), ситуацию в Северной Ирландии, войну в Персидском заливе (1991), геноцид в Руанде (1994) и множество других событий.
В 1989 году его работы, посвященные Интифаде получили первый и третий призы в номинациях Spot News Stories и News Features в конкурсе World Press Photo.
Снимки Аллана Танненбаума представлены в различных фотографических сборниках и на многочисленных выставках. Многие фотографии регулярно печатаются в крупнейших журналах, таких как Newsweek, Time, Life, Paris Match, Stern. Танненбаум освещал события 11 сентября 2001 года. Множество фотографий было пожертвовано им в различные благотворительные организации.
Сейчас Танненбаум живёт с женой Деборой в Манхэттене и работает на Polaris Images и Tribeca Trib.